# Assénides

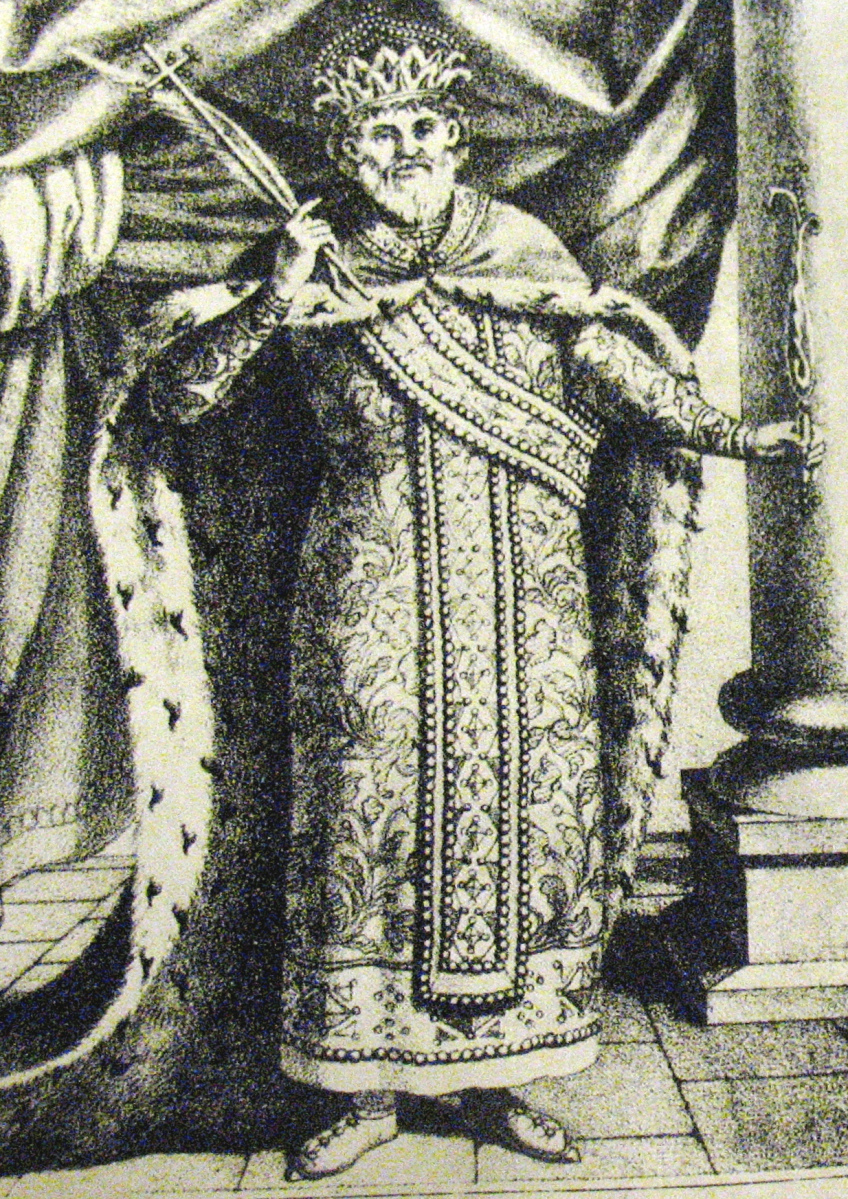
Ivan Assen Ier

Les Assénides (ou Asanides[réf. nécessaire]) forment une dynastie fondée en 1189 par Ivan Asen Ier et qui règne sur la Bulgarie, la Macédoine, le nord de la Grèce et le sud de la Roumanie jusqu'en 1280, au début du Second Empire bulgare.

## Souverains de la dynastie
- Pierre IV de Bulgarie (en bulgare : Петър IV), tsar de Bulgarie de 1185 à 1197. Il règne conjointement avec son frère Ivan Asen Ier.

- Ivan Asen Ier (en bulgare : Иван Асен I, en aroumain : Ioan Asen I, en grec : Ιωάν Ασένου Α), tsar de Bulgarie de 1189 à 1196[2].

- Jean Kaloian (en bulgare : Иван Калоян, en français ancien : Joanisse Calojean, de l'aroumain : Ionițã Caloian)[Note 1], né en 1170 et assassiné le 8 octobre 1207, est, entre 1197 et 1207, le tsar du Regnum Bulgarorum et Valachorum (selon les chroniques de l'époque[Lesquelles ?]) soit « royaume des Bulgares et des Valaques »[Note 2], terme utilisé pour désigner le Second Empire bulgare[Note 3] ou encore « Royaume Bulgaro-Valaque »[3].

- Boril (en bulgare : Борил), tsar de Bulgarie de 1207 à 1217.

- Ivan Asen II (en bulgare : Иван Асен II, prononciation française en API : ivan asɛn ; en roumain : Ioan Asen II, en grec : Ιωάν Ασένου B), tsar de Bulgarie de 1218 à 1241. Ivan Asen II se nomme lui-même « tsar et autocrate des Bulgares »[4] et « tsar des Bulgares et des Grecs »[5]. Il est aussi connu sous le nom francisé de Jean Assen II, Jean III Assen II ou Jean Assen II. Dès les XIIIe et XIVe siècles, il avait en Bulgarie la réputation d'être le plus grand des Assénides (en bulgare : Асеневци, Asenevci)[réf. nécessaire]. Son prénom était orthographié « Iωάн » sur les fresques des monastères bulgares. Il est mort vers la fin du mois de juin 1241.

- Koloman ou Kaliman Ier Asên (en bulgare: Каломан І Асен), tsar de Bulgarie de 1241 à 1246.

- Michel II Asên (en bulgare : Михаил II Асен), tsar de Bulgarie de 1246 à 1256.

- Koloman ou Kaliman II Asên (en bulgare : Каломан ІІ Асен), tsar de Bulgarie de 1256 à 1257.

- Mitso Asen (en Bulgare : Мицо Асен), tsar de Bulgarie de 1257 à 1258[réf. nécessaire].

- Constantin Ier (en bulgare : Константин I, ou КонстантинТих), tsar de Bulgarie de 1257[réf. nécessaire] à 1277. Constantin Ier était le fils d'un noble appelé Tih, descendant d'un notable de Skopje ayant vécu au début du XIIIe siècle. Par sa mère, Constantin descendait aussi de Stefan Nemanja, prince de Serbie.

- Ivaïlo (en bulgare : Ивайло, parfois translittéré en Ivajlo ou Ivaylo), tsar de Bulgarie de 1278 à 1279. Ancien porcher ou berger, il prend la tête d'un soulèvement paysan contre les Mongols, les Byzantins et les boyards. Sa mort marquera la fin de la grande jacquerie nationale bulgare[Quoi ?] commencée en 1277. Les historiens bulgares[Lesquels ?] de l'école marxiste de la seconde moitié du XXe siècle ont souligné, via le prisme de la lutte des classes en Ivajlo, le prototype du héros national et populaire, s’opposant à la fois aux forces de la féodalité et aux impérialismes étrangers byzantin et mongol[réf. nécessaire].

## Bulgares ou Roumains?
À l'époque des nationalismes (XIXe – XXe siècle), l'héritage des Assénides fut disputé entre les historiens bulgares et roumains qui travaillèrent alors à revendiquer pour cette dynastie une ascendance exclusivement bulgare ou exclusivement valaque, sauf pendant le régime communiste, lorsqu'il fut au contraire instrumentalisé dans le cadre de la promotion de la Grande amitié prolétarienne bulgaro-roumaine. Depuis la chute de ces régimes entre 1989 et 1990, les historiens modernes reconnaissent mieux tant l'importante composante slavonne[Lequel ?] de l'histoire de la Roumanie, que l'importante composante valaque de l'histoire de la Bulgarie et pour les y encourager, une commission mixte inter-académique bulgaro-roumaine d'histoire a été instituée le 5 juillet 2001.
En faveur de l'origine bulgare de la dynastie : toutes les sources historiques locales et toutes les sources étrangères après Boril utilisent principalement les termes Bulgarie, bulgare et Bulgares, les noms slaves - bulgares comme Ivanko (parent et meurtrier d'Ivan Asen Ier), Boril et Slave, que le tsar Kaloyan se déclare un vengeur bulgare, adoptant le surnom de tueur de Romaines par analogie avec l'empereur Basil II le tueur de Bulgares et montre cruauté envers les Byzantins pour se venger des Bulgares assassinés et aveuglés. Les Assénides eux-mêmes se considèrent comme les héritiers des tsars bulgares Samuel, Pierre Ier et Siméon Ier le Grand, et leur état (le Second Empire bulgare) comme une continuation du Premier Empire bulgare.

## Généalogie
```
┌─> 
Théodore-Pierre
 (IV)
 († 1197)
│
├─> 
Ivan Asen 
I
er
 († 1196)
│   │
│   ├─> 
Ivan Asen II
 (v.1190 † 1241)
│   │   x 1) Anne
│   │   x 2) Anne Marie (1204 † 1237), fille d'
André 
II
 de Hongrie

│   │   x 3) Irène, fille de 
Théodore 
I
er
 Ange Doukas Comnène

│   │   │
│   │   ├─1> Marie
│   │   │
│   │   ├─1> 
Beloslava

│   │   │    x 
Stefan Vladislav
 de Serbie
│   │   │
│   │   ├─2> 
Hélène

│   │   │    x 
Théodore 
II
 Lascaris

│   │   │    │
│   │   │    └─> 
Irène Doukaina Lascarina
 († 1268)
│   │   │        x 
Konstantin 
I
er
 Tikh Asen

│   │   │
│   │   ├─2> Tamara
│   │   │
│   │   ├─2> 
Koloman 
I
er
 (1234 † 1246)
│   │   │
│   │   ├─2> Pierre († 1237)
│   │   │
│   │   ├─3> 
Michel 
II
 (v.1239 † 1256/57)
│   │   │    x Inconnue, fille de 
Rostislav 
IV
 de Kiev

│   │   │
│   │   ├─3> Anne-Théodora
│   │   │    x Pierre, 
sébastocrate

│   │   │
│   │   └─3> Marie
│   │        x 
Mitso
 († 1277/78)
│   │        │
│   │        ├─> 
Ivan Asen 
III
 (1259/60 † 1303)
│   │        │   x Irène, fille de 
Michel 
VIII
 Paléologue

│   │        │   │
│   │        │   └─> 
Andronic
 († v.1322)
│   │        │       x Tarchaneiotissa, fille de 
Michel Glabas Tarchaniotès

│   │        │       │
│   │        │       ├─> 
Irène
 († ap.1354)
│   │        │       │   x 
Jean 
VI
 Cantacuzène

│   │        │       │
│   │        │       └─> Marie
│   │        │           x 
Roger de Flor

│   │        │        
│   │        └─> Kira-Maria
│   │            x 
Georges 
I
er
 Terter

│   │
│   └─> Alexandre, 
sébastocrate

│       │      
│       └─> 
Koloman 
II

│           x Inconnue, veuve de 
Michel 
II

│
├─> 
Kaloyan
 (v.1172 † 1207)
│   x Princesse 
coumane

│   │
│   └─> Marie
│       x 
Henri 
I
er
 de Constantinople († 1216)
│
└─> Inconnue
    │
    └─> 
Boril
 († ap.1218)
        x Princesse 
coumane
, veuve de Kaloyan
```